# Mesoligia unicolor
Mesoligia unicolor là một loài bướm đêm trong họ Noctuidae.